# Quilago
Quilago, también llamada Quillango o Quílago (Caranqui, circa 1490 - Cochasquí, circa 1515), es el nombre popular con el que se conoce en Ecuador a la princesa caranqui Túpac Palla (otros la nombran Palla Coca), que ostentó el título de Señora de Cochasquí, así como el matriarcado del complejo ceremonial y de vivienda homónimo, ubicado en las cercanías de la actual ciudad de Tabacundo. Fue, además, una líder militar para su pueblo durante las batallas de resistencia contra la expansión del Imperio incaico.

## Biografía
Nacida posiblemente en la ciudad de Caranqui, actual Ibarra, se desconoce la fecha exacta o la identidad de sus padres. El nombre totémico por el que es recordada es de origen tsafiqui y significa mujer felino o mujer guía, por lo que estudios recientes concuerdan en que en realidad se trata de un alto rango militar que se les otorgaba a las líderes de las nacionalidades del norte de los Andes ecuatorianos, y por ello es equiparable con el de reina.
Algunos cronistas hablan de Quilago como la madre de Atahualpa, aunque otros lo entienden como el linaje femenino del que desciende el último emperador inca, y no como su progenitora, ya que la princesa Paccha Duchicela también habría llevado el rango de Quilago.

## Defensa de Cochasquí
Su historia como líder de la resistencia norteña al avance de los incas fue recogida por primera vez gracias al sacerdote dominico Fernando de Montesinos, que la obtuvo de unos manuscritos adquiridos en Lima en 1637, ciento cincuenta años después de acontecidos los hechos.
Cuando las tropas de Huayna Cápac llegaron a las riveras del río Pisque, durante su avance conocido como Tercera expansión del Imperio incaico, se encontraron que del otro lado les esperaba un nutrido ejército comandado por la Quilago de Cochasquí. La líder defendió su territorio mediante ardides y artimañas bélicas diseñadas por generales aliados de Cayambi y Caranqui, que evitaron el avance de los incas por cerca de dos años.
Según la leyenda, los sacerdotes del Cuzco le dijeron a Huayna Cápac que las tropas de la Quilago le dejarían pasar por el río para emboscarlo del otro lado, y para evitarlo debía arrojar un cristal mágico con su honda, lo que no solo revelaría el lugar en el que le estaría esperando la resistencia, sino que los consumirían en fuego junto con los pastizales. En la realidad se conoce que el emperador logró burlar la defensa caranqui, tomar Cochasquí y hacer prisionera a su líder. A pesar de ello, el inca tuvo grandes atenciones con la princesa debido a su rango, por lo que después de un pago en oro y joyas se le permitió regresar a su palacio y caminar libremente por la ciudad.
En una de las estancias de su residencia, la Quilago hizo construir secretamente una fosa en la que, después de seducirlo mediante un baile erótico, arrojaría a Huayna Cápac para así asesinarlo. Un intercambio de mensajes románticos, algunos aseguran que sinceros por parte del inca, servirían para atraerlo a la trampa mortal, pero pocas horas antes sus espías le informaron del plan. De todas formas, el emperador se presentó esa noche en el palacio, pero cuando la princesa lo acercó a la fosa, el inca la tomó por sorpresa y fue arrojada dentro, matándola inmediatamente junto con sus sirvientes.
Como consecuencia del asesinato de la Quilago de Cochasquí, los soldados de la resistencia norteña se armaron de valor y organizaron la defensa de la ciudad de Sarance, actual Otavalo. Los incas, sin embargo, acabarían conquistando la totalidad del territorio tras la sangrienta batalla de Yaguarcocha, alrededor de 1520.

## En la cultura popular
Quilago es representada en el videojuego de estrategia Civilization 4, siendo un personaje de expansión creado por los propios fanáticos en 2013, para convertirla en una alternativa de líder de la civilización inca.